# Ferndale (Californie)
Ferndale est une municipalité américaine du comté de Humboldt, en Californie. Sa population était de 1 382 habitants au recensement de 2000.

## Histoire

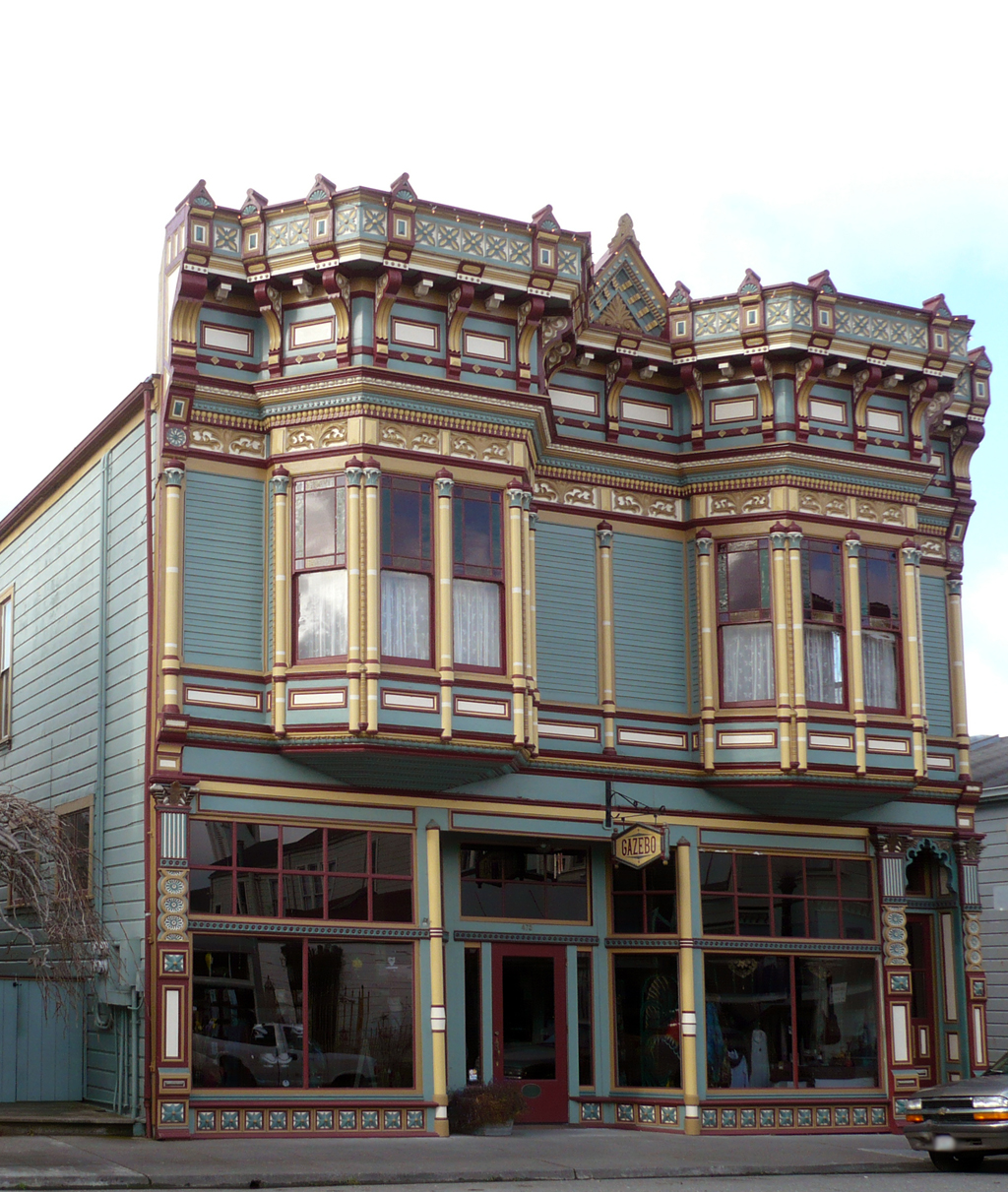
Maison victorienne sur Main street

La ville a été créée en 1852 par des colons américains certains chercheurs d'or comme Stephen Shaw. Par la suite d'autres vagues d'immigrants venant du Canada, de Chine et d'Europe (Danemark, Suisse, Allemagne, Portugal, Italie) s'installèrent à Ferndale.
La ville qui possède de très beaux exemples d'architecture victorienne a été classée "distinctive destination" par le National trust for historic preservation.

## Démographie
| 1880 | 1890 | 1900 | 1910 | 1920 | 1930 |
| ---- | ---- | ---- | ---- | ---- | ---- |
| 178  | 763  | 846  | 905  | 919  | 889  |

| 1940 | 1950  | 1960  | 1970  | 1980  | 1990  |
| ---- | ----- | ----- | ----- | ----- | ----- |
| 901  | 1 032 | 1 371 | 1 352 | 1 367 | 1 331 |

| 2000  | 2010  | - | - | - | - |
| ----- | ----- | - | - | - | - |
| 1 382 | 1 371 | - | - | - | - |